# Daijirō Katō
Daijirō Katō (加藤 大治郎, Katō Daijirō), né le 4 juillet 1976 à Saitama et mort le 20 avril 2003 à Suzuka, est un pilote de vitesse moto japonais. Lors de la saison 2001, il décroche le titre de champion du monde catégorie 250 cm3 en remportant onze Grands Prix.

## Biographie
Daijirō Katō commence très jeune la pratique de la moto sur des mini engins. Il devient notamment quatre fois champion national du Japon sur des pocket-bikes.
Il commence la course sur de véritables motos en 1992, et participe à son premier Grand Prix en 1996. En 250 cm³ il termine troisième de cette première course disputée à domicile grâce à une wild-card sur le circuit de Suzuka. L'année suivante, il gagne le titre de champion du Japon et prend à nouveau part, sur invitation, au Grand Prix du Japon, qu'il remporte.
Fort de ses succès, Katō est engagé pour une saison complète en 2000 sur Honda en 250 cm³. Il gagne quatre Grands Prix au cours de cette saison, terminant troisième du championnat du monde. 
Il domine la catégorie 250 cm3 en 2001 et enlève logiquement le titre de champion du monde en remportant pas moins de onze Grands Prix, record du genre. 
Il remporte par deux fois les 8 Heures de Suzuka: en 2000 avec pour coéquipier Tohru Ukawa et en 2002 avec Colin Edwards.
En 2002, Katō passe à la catégorie reine, la MotoGP, ex-500 cm3. Il fait une bonne saison d'apprentissage et espère beaucoup de la saison 2003. 
À l'occasion du premier Grand Prix de la saison 2003, le 6 avril, sur le circuit de Suzuka, accueillant le Grand Prix du Japon, il chute dans un virage se négociant à 170 km/h, et percute violemment les rails de sécurité. Deux semaines plus tard, le 20 avril 2003, Daijirō Katō succombe à ses blessures.
Honda voit ainsi disparaître celui qui portait tous les espoirs de voir enfin un pilote japonais remporter le championnat du monde dans la catégorie reine.
Daijirō laisse derrière lui sa femme Makiko et leurs deux enfants, dont une fillette née quelques semaines avant sa disparition.
Son numéro de course est le 74. Ce numéro restera à jamais le sien, car plus aucun pilote ne pourra l'utiliser. La FIM le nomme MotoGP Legends.

## Palmarès
- 1 titre de champion du monde (1 en 250 cm3 en 2001).
- 1 place de 3e en championnat du monde en 250 cm3 en 2000.
- 53 départs.
- 17 victoires (17 en 250 cm3).
- 5 deuxièmes place.
- 5 troisièmes place.
- 11 poles (1 en MotoGP / 10 en 250 cm3).
- 27 podiums (2 en MotoGP / 25 en 250 cm3).
- 11 meilleurs tours en course.

### Victoires en 250 cm³: 17
| Année | Lieu du Grand Prix                           | Circuit                               | Ville                |
| ----- | -------------------------------------------- | ------------------------------------- | -------------------- |
| 1997  | Grand Prix moto du Japon                     | Circuit de Suzuka                     | Suzuka               |
| 1998  | Grand Prix moto du Japon                     | Circuit de Suzuka                     | Suzuka               |
| 2000  | Grand Prix moto du Japon                     | Circuit de Suzuka                     | Suzuka               |
| 2000  | Grand Prix moto du Portugal                  | Circuit d'Estoril                     | Estoril              |
| 2000  | Grand Prix moto de Rio de Janeiro            | Autódromo Internacional Nelson Piquet | Rio de Janeiro       |
| 2000  | Grand Prix moto du Pacifique                 | Circuit de Motegi                     | Motegi               |
| 2001  | Grand Prix moto du Japon                     | Circuit de Suzuka                     | Suzuka               |
| 2001  | Grand Prix moto d'Afrique du Sud             | Phakisa Freeway                       | Welkom               |
| 2001  | Grand Prix moto d'Espagne                    | Circuit permanent de Jerez            | Jerez de la Frontera |
| 2001  | Grand Prix moto de France                    | Circuit Bugatti                       | Le Mans              |
| 2001  | Grand Prix moto de Catalogne                 | Circuit de Catalogne                  | Barcelone            |
| 2001  | Grand Prix moto de Grande-Bretagne           | Donington Park                        | Castle Donington     |
| 2001  | Grand Prix moto du Portugal                  | Circuit d'Estoril                     | Estoril              |
| 2001  | Grand Prix moto de la Communauté valencienne | Circuit de Valence                    | Valence              |
| 2001  | Grand Prix moto d'Australie                  | Circuit de Phillip Island             | Phillip Island       |
| 2001  | Grand Prix moto de Malaisie                  | Circuit international de Sepang       | Sepang               |
| 2001  | Grand Prix moto de Rio de Janeiro            | Autódromo Internacional Nelson Piquet | Rio de Janeiro       |

## Résultats en championnat du monde de vitesse moto

### Résultats détaillés
(Les courses en gras indiquent une pole position; les courses en italiques indiquent un meilleur tour en course)
| 1996 | 250 cm3 | Honda | MAL     | IND   | JPN 3 | SPA     | ITA     | FRA   | NED    | GER   | GBR     | AUT   | CZE     | IMO     | CAT     | RIO   | AUS   |       | 23e | 16  |
| 1997 | 250 cm3 | Honda | MAL     | JPN 1 | SPA   | ITA     | AUT     | FRA   | NED    | IMO   | GER     | RIO   | GBR     | CZE     | CAT     | IND   | AUS   |       | 19e | 25  |
| 1998 | 250 cm3 | Honda | JPN 1   | MAL   | SPA   | ITA     | FRA     | MAD   | NED    | GBR   | GER     | CZE   | IMO     | CAT     | AUS     | ARG   |       |       | 20e | 25  |
| 1999 | 250 cm3 | Honda | MAL     | JPN 5 | SPA   | FRA     | ITA     | CAT   | NED    | GBR   | GER     | CZE   | IMO     | VAL     | AUS     | RSA   | RIO   | ARG   | 20e | 11  |
| 2000 | 250 cm3 | Honda | RSA 2   | MAL 3 | JPN 1 | SPA 2   | FRA 6   | ITA 3 | CAT 4  | NED 8 | GBR 10  | GER 4 | CZE 6   | POR 1   | VAL 5   | RIO 1 | PAC 1 | AUS 3 | 3e  | 259 |
| 2001 | 250 cm3 | Honda | JPN 1   | RSA 1 | SPA 1 | FRA 1   | ITA 10  | CAT 1 | NED 11 | GBR 1 | GER 2   | CZE 3 | POR 1   | VAL 1   | PAC Ab. | AUS 1 | MAL 1 | RIO 1 | 1re | 322 |
| 2002 | MotoGP  | Honda | JPN 10  | RSA 4 | SPA 2 | FRA Ab. | ITA Ab. | CAT 8 | NED 12 | GBR 7 | GER Ab. | CZE 2 | POR Ab. | RIO Ab. | PAC Ab. | MAL 5 | AUS 4 | VAL 4 | 7e  | 117 |
| 2003 | MotoGP  | Honda | JPN Ab. | RSA   | SPA   | FRA     | ITA     | CAT   | NED    | GBR   | GER     | CZE   | POR     | RIO     | PAC     | MAL   | AUS   | VAL   | NC  | 0   |

### Statistiques par catégorie
| Catégorie | Année     | 1er GP   | 1er Podium | 1re Victoire | Courses | Victoires | Podiums | Pole | M.tours¹ | Points | Titres |
| --------- | --------- | -------- | ---------- | ------------ | ------- | --------- | ------- | ---- | -------- | ------ | ------ |
| 250 cm3   | 1996-2001 | JAP 1996 | JAP 1996   | JAP 1997     | 36      | 17        | 25      | 10   | 10       | 658    | 1      |
| MotoGP    | 2002-2003 | JAP 2002 | ESP 2002   |              | 17      | 0         | 2       | 1    | 1        | 117    | 0      |
| Total     | 1996-2003 |          |            |              | 53      | 17        | 27      | 11   | 11       | 775    | 1      |